# Emily Naylor
Emily Sarah Naylor (Palmerston North, 23 de diciembre de 1985) es una exjugadora neozelandesa de hockey sobre césped.

## Trayectoria

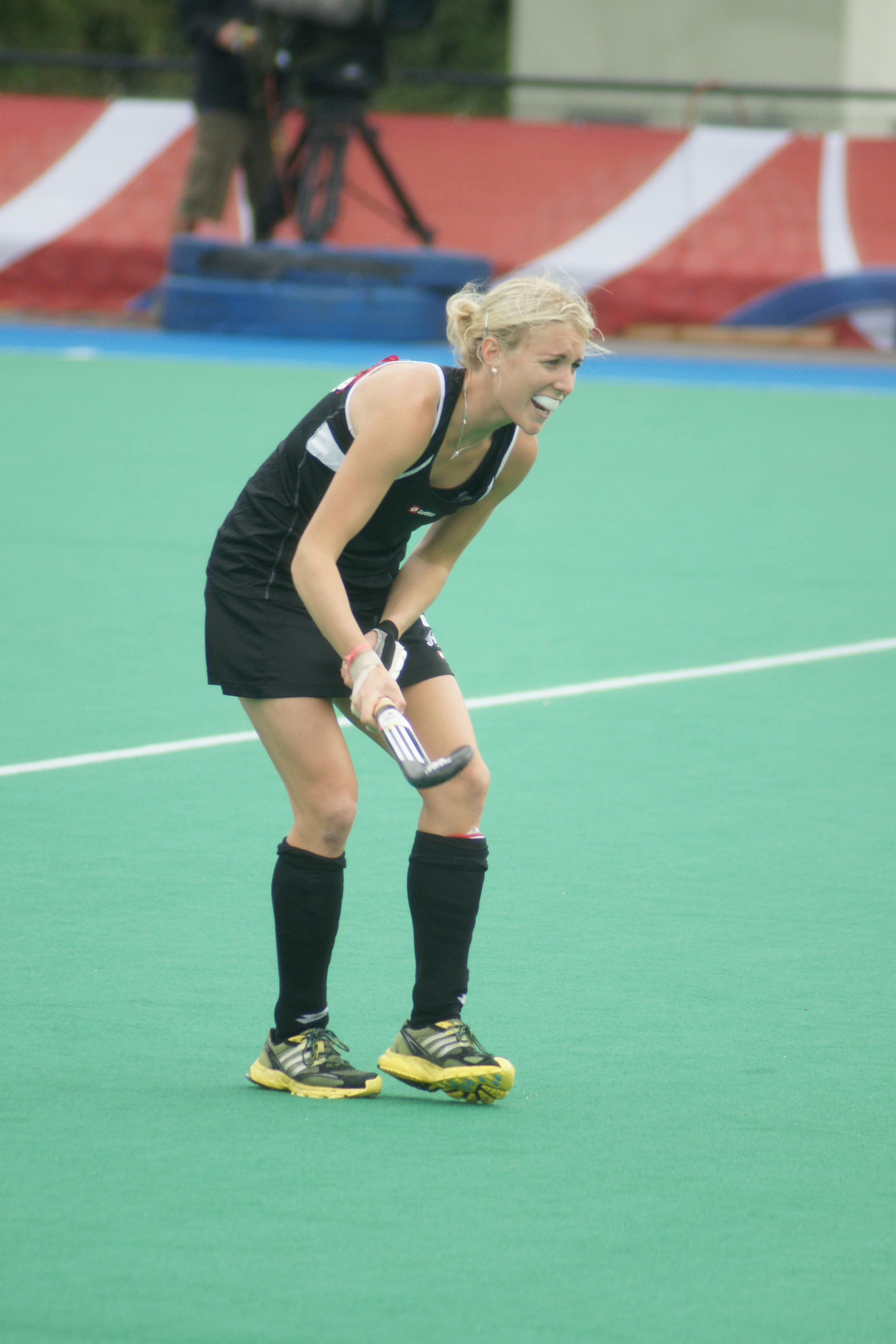
Naylor en 2009.

Naylor debutó con la selección neozelandesa en 2004. Sus primeras participaciones olímpicas fueron en Atenas 2004 y Pekín 2008. En Londres 2012 tuvo su mejor participación, por llegar a la semifinales, pero perdió ante Países Bajos. En el partido por la medalla de bronce cayó ante Reino Unido.